# 絶対領域
絶対領域（ぜったいりょういき）は、

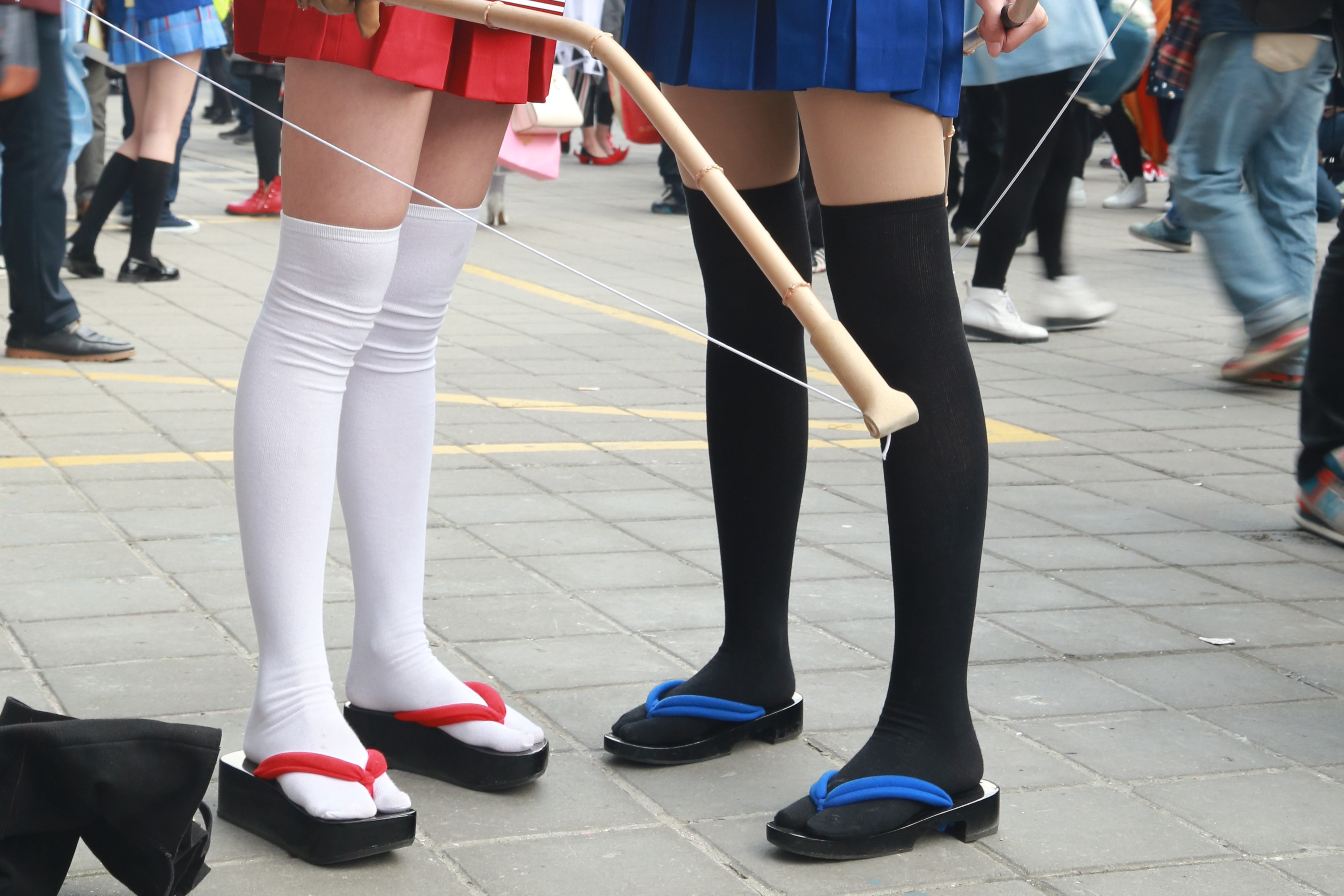
絶対領域

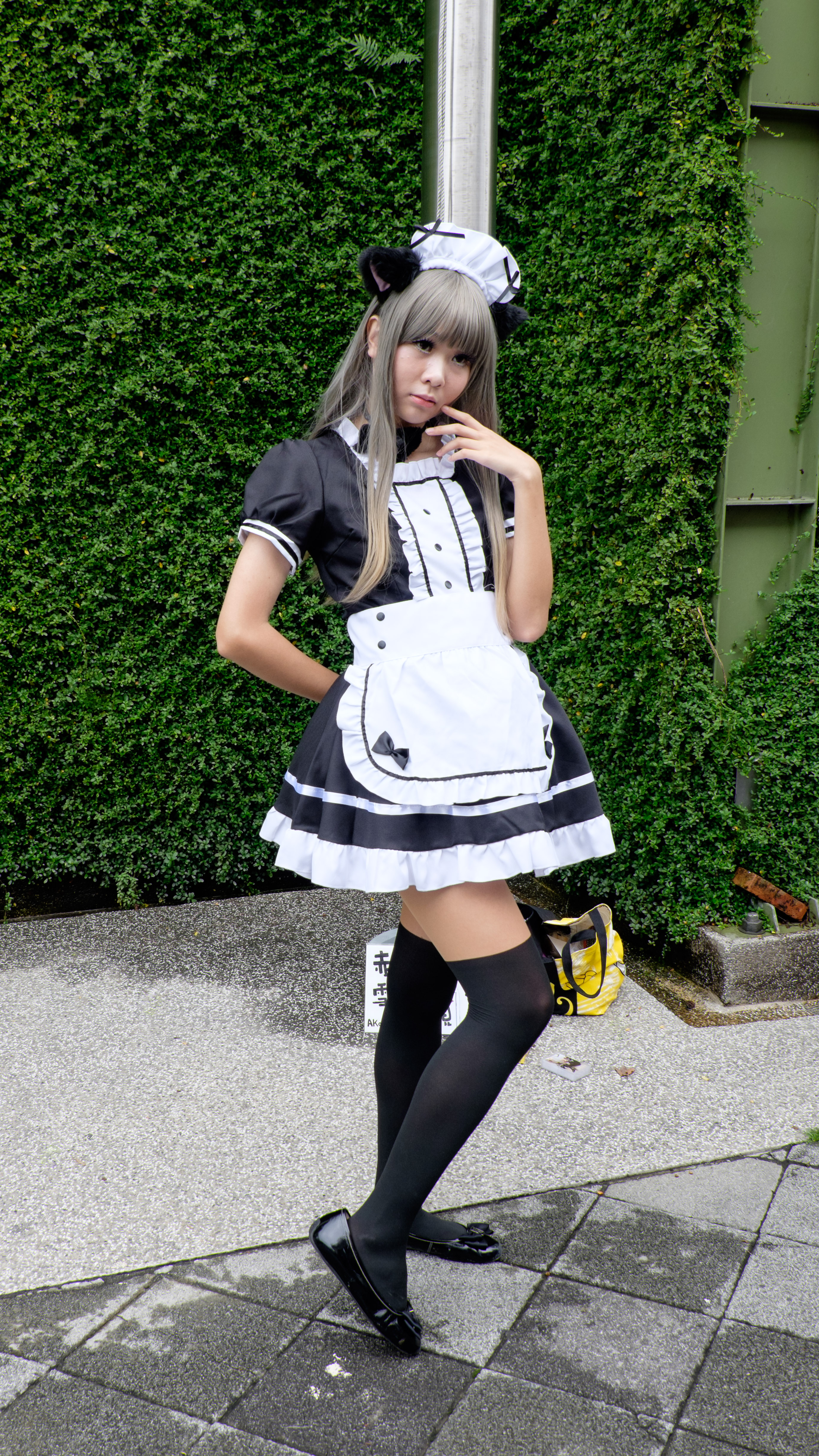
フェイクニーソ 絶対領域

- スカート、ショートパンツなどのボトムスとニーソックスを着用した際にできるボトムスとソックスの間の太腿の素肌が露出した部分を指す萌え用語。スラングの一種。萌え用語としての絶対領域の節を参照。
- ニーソックスでなくより短い靴下（ハイソックス・クルーソックス）を着用した場合の脛や脹ら脛、短パン・ミニスカとロングブーツの間の露出した太ももが絶対領域かは賛否が分かれる。

## 絶対領域の用例
- 『新世紀エヴァンゲリオン』に登場する「A.T.フィールド」の和訳、または登場人物のひとりである渚カヲルのセリフより「何人にも侵されざる聖なる領域」「心の壁」を表す言葉。一般でも使用される[1]。なお、ビデオソフトなどの解説書による「A.T.フィールド」の和訳は「絶対恐怖領域」だが、雑誌・解説本などでは「絶対領域」とするものがあり、貞本版コミックの第一巻では「絶対領域」に対して「A.T.フィールド」とルビが振られている。

## 応用としての絶対領域
- 70年代後半、レインコートに丈が長めのエナメル長靴という組み合わせで脚が露出するファッションが流行る（月刊女性誌『anan』『nonno』）。この場合、コートの裾から長靴までの露出が絶対領域となる[2]。
- 長手袋とノースリーブによる腋の下から腕までの露出を『相対領域』（絶対腋域とも）と呼ぶ場合がある。キャミソールなどとボトムズ（ミニスカやホットパンツ）の履き口でおへそを露出させた肌は『中間領域』[3]で三点セットが揃う。

## 萌え用語としての絶対領域
「何人にも侵されざる聖なる領域」から発生した萌え用語で、現在はボトムスとソックスの間から微妙に覗く素肌の太ももの部分やそこに感じられるエロティシズム・「萌え」を表すものとして使用される。
初出は、デスクトップマスコット伺か用のゴースト(キャラクター)「まゆら」であり、作者が2001年3月21日のブログで言及したことから広まったとされる。
2005年には5月に「ニーソックス系イベント"絶対領域"」、10月に「絶対領域オンリーイベント『素敵空間』」といった同人誌即売会が開催されており、この頃にはすでに現在の意味でオタク間で周知されている。また、その後一部マスコミでも紹介され、一般にも認知されるようになった。例えば、『所さんの学校では教えてくれないそこんトコロ!』2005年10月21日で、大橋未歩がメイド服を着衣して、実演による絶対領域の解説が行われた例などがある。
青山裕企の写真集『絶対領域』（一迅社、2011年）によると、「スカートの丈：絶対領域：膝上ソックス=4:1:2.5が、“絶対領域の黄金比”とされている」とのこと。
「萌え用語」のため、アダルト向け商品にも多数使用されている。ただし、萌え用語としての意味が一般へも波及しつつあり、女性向けファッション誌や通信販売サイトなどでも「絶対領域」の用語を用いることもある。
2012年秋には、この部分にステッカーを貼り付けて街中を歩いてもらい広告媒体として利用する業者が出現し、テレビ等で報道された。
なお、当初の絶対領域とは女の子の三角地帯（デルタゾーン）を指した。現在、この領域は「絶対空域」と呼ばれることがある。

## 商標
- 「絶対領域」は、2012年、株式会社スパイク・チュンソフトが、ゲームプログラム（9類）や携帯電話による通信を用いたゲームの提供（41類）などを指定商品及び指定役務として、商標登録している（商標登録5474652）。
- なお、2005年、当時の株式会社バンプレストが「絶対領域」を商標登録出願したことがあるが（商願2005-073265、商願2005-074486）、登録費用を納付せず、いずれも出願却下処分となっている。